# Odontonema
Genre
Classification APG III (2009)
Odontonema est un genre de plantes à fleurs de la famille des Acanthacées originaires d'Amérique.

## Liste d'espèces
Selon GBIF (21 août 2023) :
- Odontonema albiflorum Leonard
- Odontonema album V.M.Baum
- Odontonema aliciae T.F.Daniel & J.F.Carrión
- Odontonema ampelocaule Leonard
- Odontonema amplexicaule (Nees) Kuntze
- Odontonema amplexicaule Nees
- Odontonema auriculatum (Rose) T.F.Daniel
- Odontonema barberaeoides Kuntze
- Odontonema barberioides Kuntze
- Odontonema barleriodes (Nees) Kuntze
- Odontonema barlerioides (Nees) Kuntze
- Odontonema bracteolatum (Jacq.) Kuntze
- Odontonema brevipes Urb.
- Odontonema cuspidatum (Nees) Kuntze
- Odontonema dissitiflorum (Nees) Kuntze
- Odontonema fuchsiodes (Nees) Kuntze
- Odontonema fuchsioides (Nees) Kuntze
- Odontonema glaberrimum (M.E.Jones) V.M.Baum
- Odontonema glabrum Brandegee
- Odontonema guayaquilense Cornejo
- Odontonema hondurense (Lindau) D.N.Gibson
- Odontonema latifolium Rizzini
- Odontonema laxum V.M.Baum
- Odontonema liesneri Wassh.
- Odontonema lindavii (Urb.) Acev.-Rodr.
- Odontonema longistamineum Kuntze
- Odontonema mazarunense Wassh., 1992
- Odontonema mazarunensis Wassh.
- Odontonema microphyllus Durkee
- Odontonema mortonii V.M.Baum
- Odontonema multiflorum Lindau
- Odontonema peruvianum J.R.I.Wood
- Odontonema rubrum (Vahl) Kuntze
- Odontonema rutilans Kuntze
- Odontonema schomburgkianum (Nees) Kuntze
- Odontonema sessile (Nees) Kuntze
- Odontonema speciosum V.M.Baum
- Odontonema tubiforme (Bertol.) Kuntze

## Systématique
Le nom correct complet (avec auteur) de ce taxon est Odontonema Nees.
Odontonema a pour synonymes :
- Diateinacanthus Lindau
- Phidiasia Urb.